# Zdeslav Vrdoljak
Zdeslav Vrdoljak (Spalato, 15 marzo 1971) è un pallanuotista croato, vincitore di una medaglia di argento ai giochi olimpici di Atlanta 1996 e di un oro mondiale ottenuto nel 2007 a Melbourne. Ha indossato le calottine di Mladost, Plebiscito Padova e Mornar, del quale è allenatore. 